# Mother Jones
Mother Jones (сокращённо также MoJo) — независимый некоммерческий американский журнал, известный тем, что уделяет особое внимание новостям, комментариям и журналистским расследованиям на такие темы, как политика, окружающая среда, права человека, здоровье и культура. Журнал был основан в 1976 году Адамом Хохшильдом и другими публицистами левого толка.
Журнал был назван в честь «Мамаши Джонс» — Мэри Харрис Джонс. Мэри Харрис родилась в 1837 году в Ирландии, а умерла в 1930 году в США. Она являлась профсоюзной и общественной деятельницей, активисткой леворадикального синдикалистского объединения «Индустриальные рабочие мира».
Журнал следует общим моделям политической ориентации американских левых. В 2001 году он получил Национальную журнальную премию в категории «Общее мастерство». Mother Jones уже девять раз номинировался на Национальную журнальную премию и четырежды выигрывал.
Журнал тиражом 233 тыс. экземпляров является самым читаемым прогрессивным изданием в США. Соредакторами журнала являются Моника Бауэрляйн и Клара Джеффри.
В декабре 2023 года стало известно о слиянии с Центром некомерческой журналистики, в объединённой редакции будут работать 70 человек. К этому моменту обе структуры от жертвователей и доноров имели 21 млн долл. на деятельность в ходе будущих трёх лет.
С журналом одно время сотрудничали Майкл Мур, Гленн Гринвальд и Дайан Уилсон.